# La donna dello scrittore
La donna dello scrittore (Transit) è un film del 2018 scritto e diretto da Christian Petzold, con protagonisti Franz Rogowski e Paula Beer. È l'adattamento cinematografico del romanzo Visto di transito (1944) di Anna Seghers, la cui storia viene spostata in modo estemporaneo dalla Repubblica di Vichy alla Francia odierna.
È stato presentato in concorso al 68º Festival di Berlino.

## Trama
Georg, un rifugiato politico tedesco, sfugge per un soffio a un rastrellamento nella Parigi occupata, in cui cade vittima invece l'amico Paul. Cercando di consegnare una sua lettera al noto scrittore dissidente Franz Weidel, scopre che questo si è tolto la vita in una camera d'albergo e ne prende gli effetti personali, tra cui il suo ultimo manoscritto e i suoi documenti d'identità. Aiutato da un conoscente, fugge da Parigi con l'amico Heinz nascosto su un treno merci per Marsiglia, dove i rastrellamenti non sono ancora cominciati. Durante il viaggio, Georg legge il manoscritto e le lettere dello scrittore, scoprendo che sua moglie Marie lo aspetta a Marsiglia, nonostante ora stia con un altro uomo, per ricongiungersi con lui e fuggire via nave in Messico: nel mentre, le condizioni già gravi di Heinz peggiorano, portandolo alla morte.
A Marsiglia, Georg informa della morte di Heinz sua moglie sordomuta Melissa e il figlio piccolo Driss, entrambi immigrati clandestini, con cui stringe amicizia. Recatosi a consegnare i documenti di Weidel al consolato messicano, viene scambiato per il defunto scrittore e riceve il visto di transito per sé stesso e Marie: decide di usarlo per fuggire con l'ultima nave prima che comincino i rastrellamenti, anche se ciò incrina il rapporto paterno costruito con Driss, che, sentendosi abbandonato, si rifiuta di vederlo. Mentre aspetta il giorno della partenza, l'asma del bambino lo spinge a contattare un dottore tedesco, Richard: fa così la conoscenza dell'amante di quest'ultimo, che scopre essere proprio Marie, ancora ignara della morte del marito. All'oscuro del vero piano della donna, Richard si sente in colpa per avere un visto pronto per sé, ma non per Marie.
Per evitare che Richard vada incontro a morte certa tentando la fuga attraverso i Pirenei pur di non abbandonare Marie, che invece aspetta solo il ritorno del marito coi visti, Georg finge di aver falsificato quello per Marie, che ora dovrebbe partire con lui dopo di Richard. Mentre quest'ultimo si imbarca, i due finiscono a letto insieme, ma Marie rivela a Georg che rifiuterà la sua offerta, avendo saputo dal consolato che suo marito è a Marsiglia coi visti. Richard finisce per perdere la nave perché dei soldati francesi gli requisiscono la cabina e, senza più possibilità di fuga, si chiude in sé stesso. Georg comincia una relazione romantica con Marie, senza però riuscire mai a rivelarle la verità su suo marito. Nel frattempo, viene a sapere che Melissa e Driss sono fuggiti attraverso i Pirenei e assiste al suicidio di una rifugiata ebrea di sua conoscenza a cui era stato negato il visto.
Il giorno prima della partenza, Marie cambia idea riguardo l'offerta e accetta di imbarcarsi con lui, avendo saputo che Weidel (in realtà Georg) ha prenotato un passaggio sull'ultima nave, convinta quindi che il marito voglia farle una sorpresa a bordo. L'indomani, Georg, spinto dal senso di colpa, si allontana da Marie con una scusa prima di imbarcarsi e vende il suo posto sulla nave a Richard. Dopo aver raccontato la sua storia a un barista, al quale affida il manoscritto di Weidel, si prepara a fuggire attraverso i Pirenei, quando gli sembra di intravedere per un istante Marie. Si reca al porto per assicurarsi che si sia imbarcata, scoprendo che la nave ha colpito una mina ed è affondata senza sopravvissuti. Sotto shock, torna al bar, dove spera in ogni momento di veder rientrare Marie sana e salva, mentre cominciano in forze i rastrellamenti in tutta la città.

## Distribuzione
Il film è stato presentato in anteprima al Festival internazionale del cinema di Berlino il 17 febbraio 2018. È stato poi distribuito nelle sale cinematografiche tedesche da Piffl Medien a partire dal 5 aprile 2018, mentre in quelle francesi da Les Films du Losange a partire dal 25 aprile dello stesso anno.
È stato distribuito nelle sale cinematografiche italiane da Academy Two a partire dal 25 ottobre 2018.

## Riconoscimenti
- 2018 - Festival internazionale del cinema di Berlino[3]
  - In competizione per l'Orso d'oro
- 2019 - Chicago Film Critics Association Awards[7]
  - Candidatura per il miglior film in lingua straniera
- 2019 - Florida Film Critics Circle Awards[8]
  - Candidatura per il miglior attore a Franz Rogowski
- 2019 - National Board of Review Awards[9]
  - Migliori film stranieri dell'anno
- 2019 - San Diego Film Critics Society Awards[10]
  - Candidatura per il miglior film in lingua straniera
- 2019 - San Francisco Film Critics Circle Awards[11]
  - Candidatura per il miglior film in lingua straniera